# Jesús Martínez Díez
Jesús Martínez Díez (7 de juny de 1952) és un exfutbolista mexicà.

## Selecció de Mèxic
Va formar part de l'equip mexicà a la Copa del Món de 1978.